# Leyton (métro de Londres)
Pour les articles homonymes, voir Leyton (homonymie).
Leyton est une station de la Central line, du métro de Londres, en zone 3. Elle est située à Leyton dans le borough londonien de Waltham Forest.

## Situation sur le réseau
La station Leyton est située sur la Central line entre les stations Stratford et Leytonstone. Elle est en zone 3.

## Histoire
La station est mise en service par la compagnie Eastern Counties Railway le 22 août 1856 et s'appelait Leyton Low. La compagnie Great Eastern Railway l'a rebaptisée Leyton le 27 novembre 1868. Les bâtiments de la gare actuelle datent en grande partie de la reconstruction de 1879, qui a vu le passage à niveau d'origine remplacé par un pont, bien que certaines modifications aient été effectuées dans le cadre du transfert de la station de la compagnie London & North Eastern Railway au métro de Londres pendant les extensions vers l'est de la Central Line. La station a été desservie par la Central Line pour la première fois le 5 mai 1947. Maintenant démolis sont le guichet et l'entrée du nord, ouverts en 1901 et enlevés dans le cadre du prolongement controversé de l'autoroute M11 qui a été construite à côté de la station dans les années 1990.

## Services aux voyageurs

### Accès et accueil
Elle est située en face du pôle commercial Leyton Mills à la fin de Leyton High Street.

### Desserte

Installations
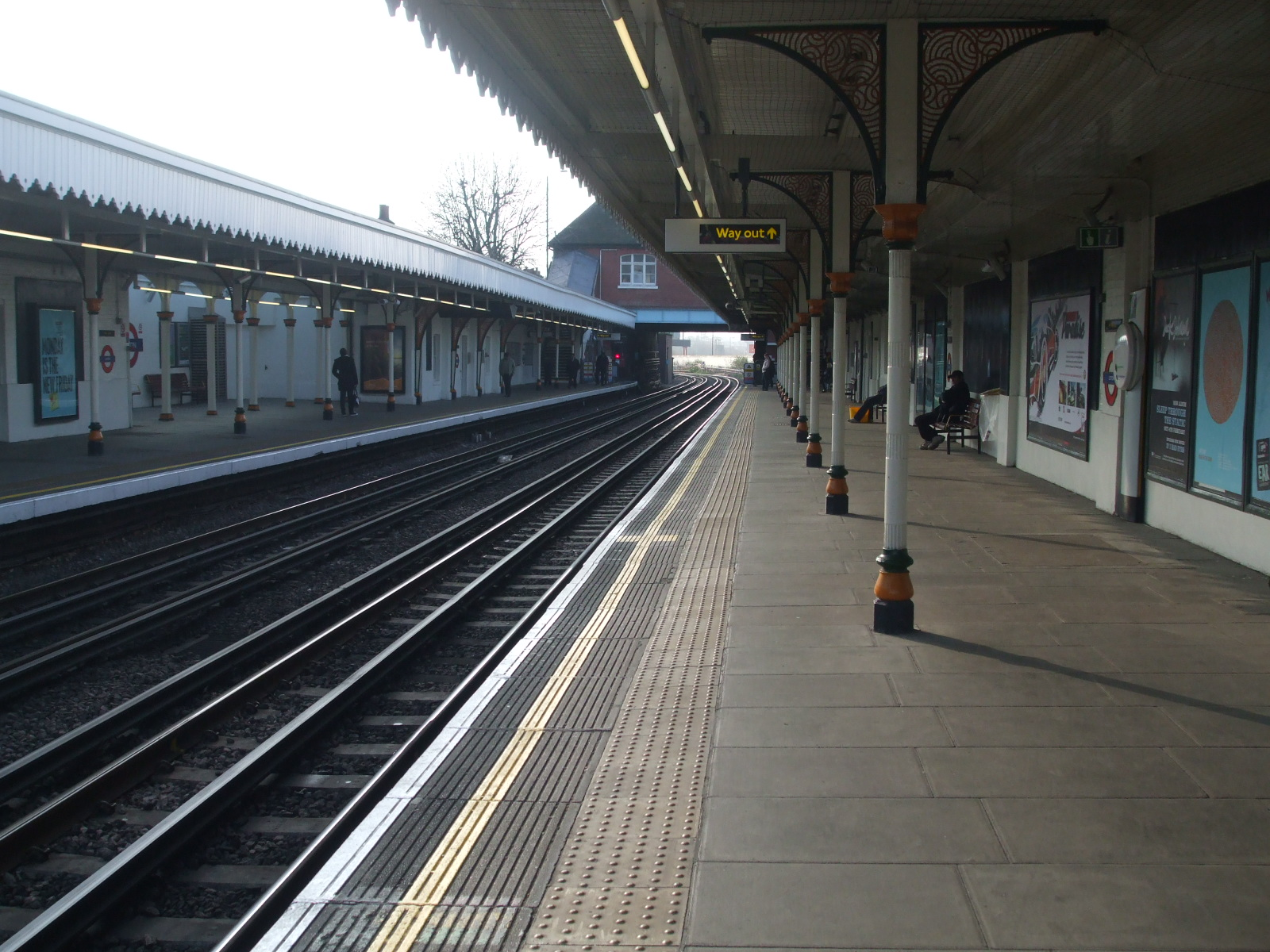
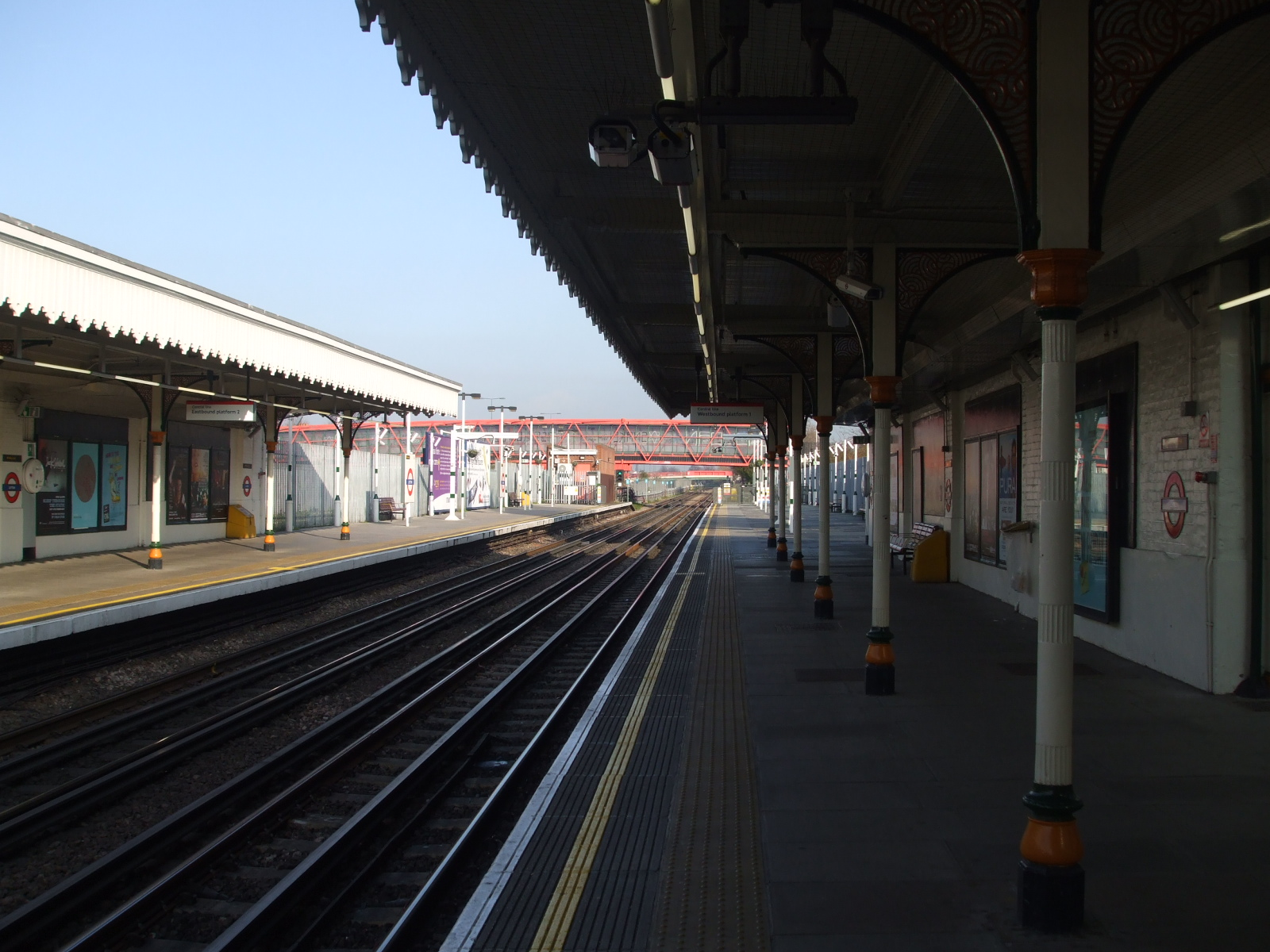
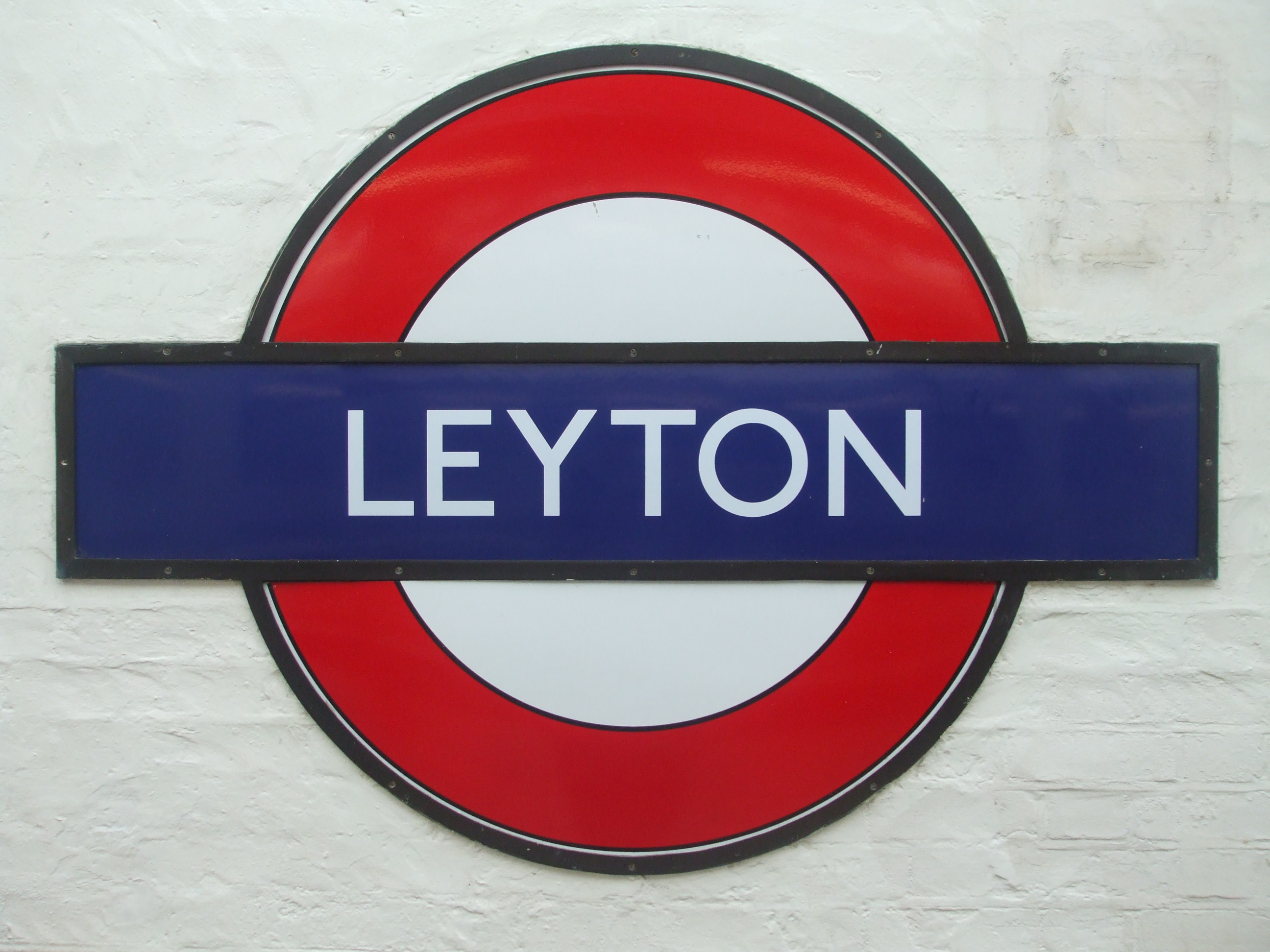

## Projets
En septembre 2011, on a annoncé que la capacité de la station de métro serait doublée, afin de faire face à l'augmentation prévue des utilisateurs de la station au cours des Jeux olympiques d'été de 2012, et de réduire la congestion existante. Il y aura une nouvelle sortie du quai vers l'ouest sur Goodall Street, et deux sorties supplémentaires du quai vers l'est, à utiliser en cas de besoin.

## À proximité
- Leyton
- Leyton Orient Football Club